# Kontraproduktives Verhalten
Kontraproduktives Verhalten (englisch counterproductive work behavior; CWB) ist der heute gebräuchlichste Begriff im Rahmen der Arbeits- und Organisationspsychologie für schädigende Verhaltensweisen durch Mitarbeitende in Organisationen. Es gibt zahlreiche Annahmen, dass Unternehmen aufgrund schädigender Verhaltensweisen ihrer Mitarbeitenden jährlich viele Milliarden Euro verlieren. Diese Verhaltensweisen beinhalten beispielsweise Diebstahl, ungerechtfertigtes Fernbleiben von der Arbeit, Drogenmissbrauch am Arbeitsplatz und aggressives Verhalten, das sich gegen Sachen (z. B. Vandalismus) oder auch gegen Personen richten kann.
Die negativen Folgen von kontraproduktivem Verhalten und ihre Beständigkeit führten dazu, dass der Untersuchung dieser Verhaltensweisen mehr Aufmerksamkeit geschenkt wurde.

## Definition
Friedemann W. Nerdinger definiert Kontraproduktives Verhalten als Verhalten, das die legitimen Interessen einer Organisation verletzt, wobei es prinzipiell deren Mitglieder oder die Organisation als Ganzes schädigen kann. Dazu zählen mit Blick auf die Mitglieder der Organisation z. B. Mobbing oder sexuelle Belästigung am Arbeitsplatz, mit Blick auf die Schädigung der Organisation u. a. Diebstahl, Sabotage oder bewusst herbeigeführte Störfälle.
Bernd Marcus & Heinz Schuler definieren drei wichtige Merkmale kontraproduktiven Verhaltens aus Sicht der Organisation:
- die Handlungen müssen absichtlich erfolgen, Fehler aus Versehen zählen nicht dazu
- das Verhalten muss in der Lage sein, Schaden zu verursachen, der jedoch nicht zwingenderweise eintreten muss (z. B. Berufskraftfahrer, die alkoholisiert am Steuer sitzen, handeln auch kontraproduktiv wenn sie keinen Unfall verursachen)
- das Verhalten muss den berechtigten Interessen des Unternehmens entgegenstehen[3]

## Arten von Arbeitsverhalten

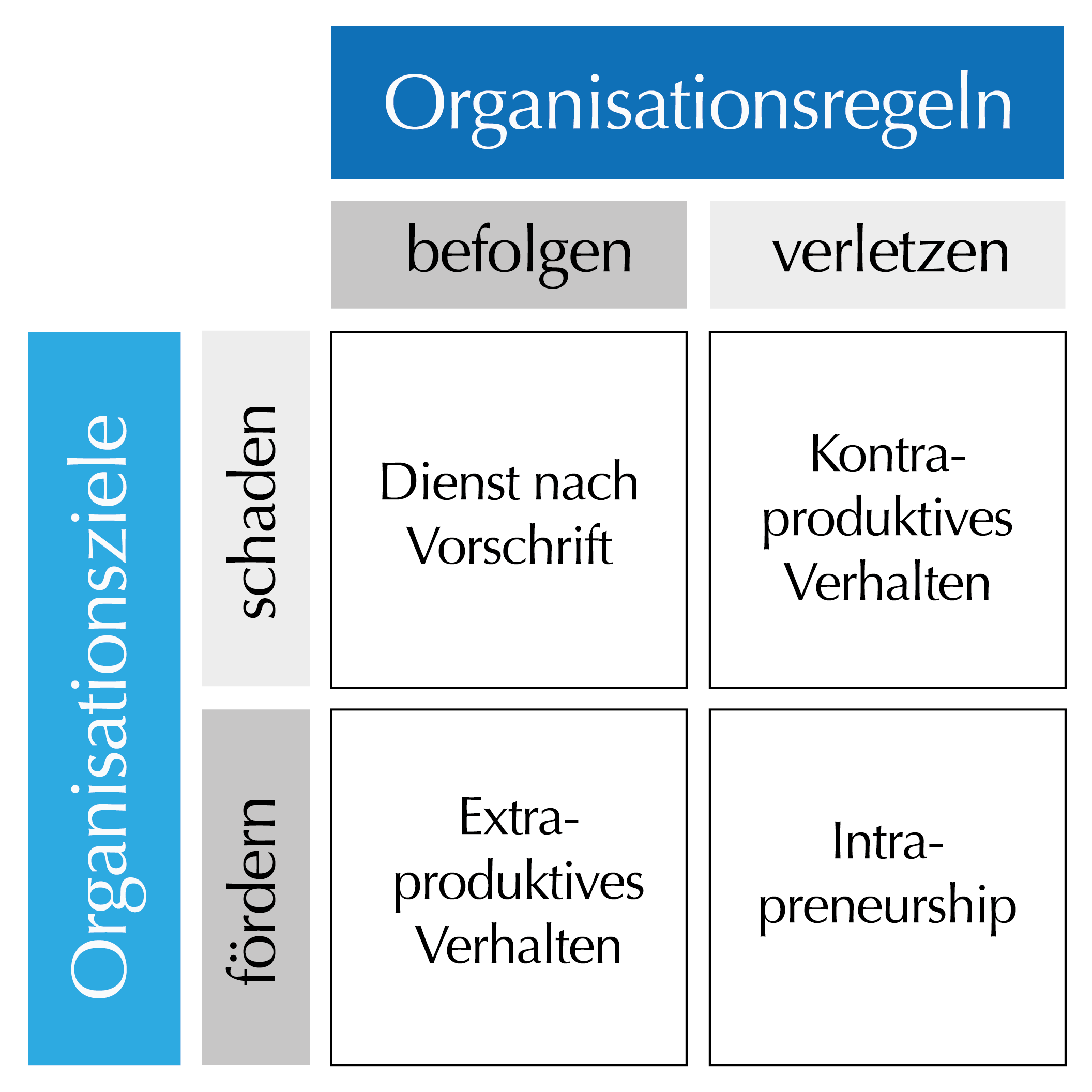
Abbildung 1: Struktur des Arbeitsverhaltens in Anlehnung an Neuberger, 2006

Das Arbeitsverhalten gilt in der Arbeits- und Organisationspsychologie als eine der wichtigsten Variablen, die es zu erklären und vorherzusagen gilt, was an der Bedeutung des Arbeitsverhaltens für die gesamte Organisation liegt. Denn Unternehmen sind auf Mitarbeitende angewiesen, die zur Erreichung der Unternehmensziele optimales Arbeitsverhalten zeigen. Neuberger teilt mit seiner 'Struktur des Arbeitsverhaltens' das Arbeitsverhalten in einige extreme Ausprägungen ein. Das Verhalten kann, je nachdem, ob das Arbeitsverhalten den Zielen der Organisation dienlich ist und ob geltende Regeln befolgt werden oder nicht, in dieses Schema eingeordnet werden:
- Extraproduktives Verhalten befolgt alle geltenden Regeln der Organisation und handelt entsprechend den Unternehmenszielen und gilt daher aus Unternehmenssicht als Idealfall.
- Intrapreneurship dient auch der Zielerreichung der Organisation, verstößt allerdings gegen geltende Regeln. Nach Wunderer und Kuhn[6] sind Intrapreneure Mitarbeitende, die als Unternehmer im Unternehmen agieren. Sie spüren Erfolgschancen auf, realisieren Innovationen und tragen die Verantwortung für ihre Handlungen.
- Dienst nach Vorschrift bezeichnet regelkonformes Verhalten, das trotzdem den Zielen des Unternehmens schaden kann, weil jegliche Leistung über das geforderte Maß hinaus verweigert wird.
- Kontraproduktives Verhalten verletzt geltende Regeln und schadet den Zielen der Organisation. Phänomene wie Verspätungen oder Absentismus an Montagen, Arbeitsmaterial das verschwindet etc. haben große Auswirkungen auf die betroffenen Unternehmen.

## Einordnungen und Klassifizierungen von kontraproduktivem Verhalten

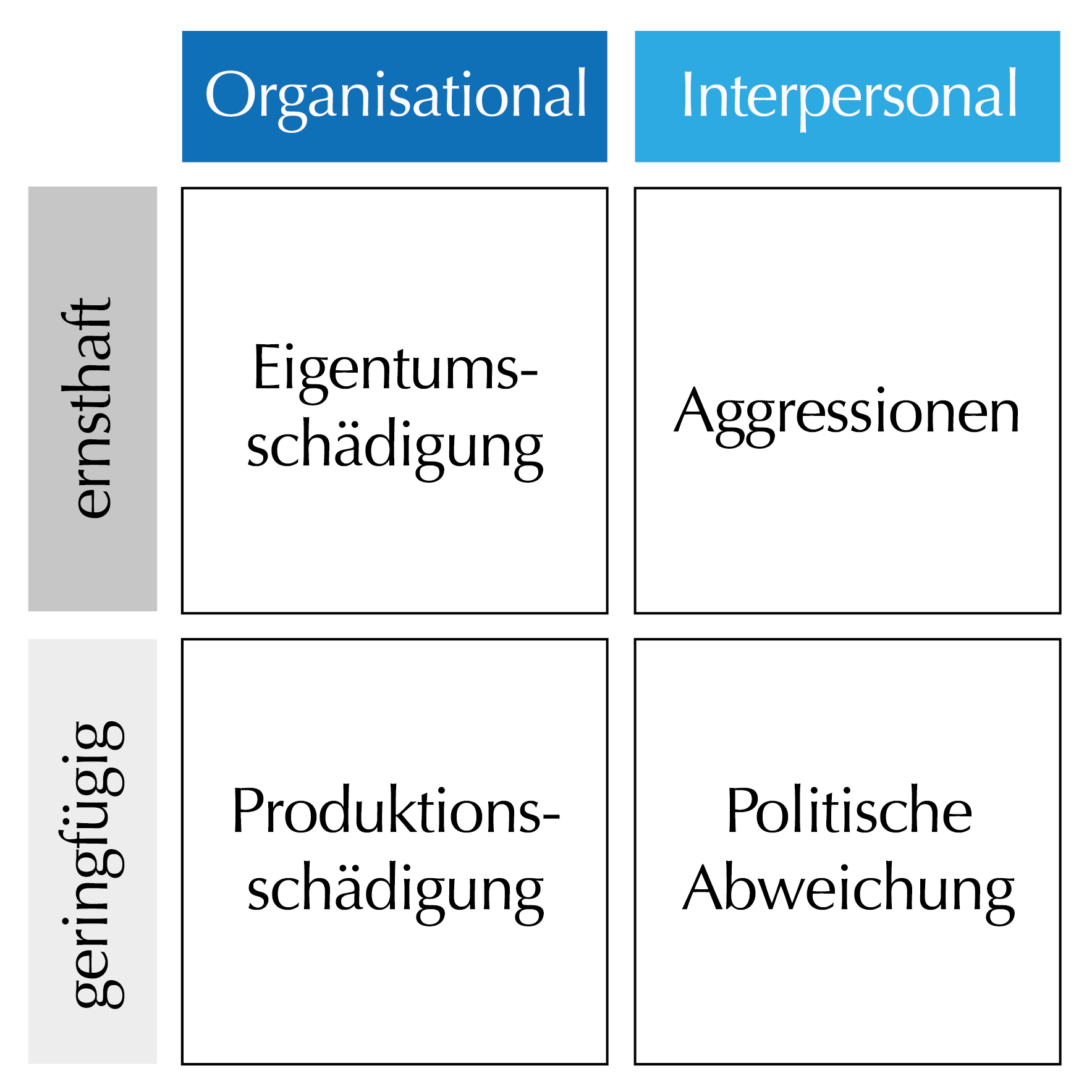
Abbildung 2: Typologie kontraproduktiven Verhaltens in Anlehnung an Robinson & Bennett, 1995

Robinson und Bennett haben unterschiedliche Formen von abweichendem Verhalten einer multidimensionalen Skalierung unterzogen. Die Vierfeldertafel zeigt zwei Dimensionen anhand derer die Verhaltensweisen eingeordnet werden können. Die erste Dimension meint die Intensität des Verhaltens und reicht von harmlosen Regelverstößen bis zu schweren Formen kontraproduktiven Verhaltens. Die zweite Dimension bezieht sich auf personen- oder organisationsbezogenes abweichendes Verhalten. Anhand dieser Dimensionen lassen sich vier Klassen kontraproduktiven Verhaltens (Politische Abweichung, Aggressionen, Produktions- und Eigentumsschädigung) unterscheiden.

### Konzepte kontraproduktiven Verhaltens
Kontraproduktive Verhaltensweisen zeigen sich in einer großen Anzahl unterschiedlicher Art. Friedemann W. Nerdinger und Niclas Schaper nennen folgende wichtige Konzepte, die in der wissenschaftlichen Forschung untersucht werden:
- Unzivilisiertes Verhalten am Arbeitsplatz: jedes die Normen des Respekts in interpersonalen Beziehungen verletzende Verhalten, d. h. rüdes, andere Menschen nicht respektierendes Verhalten.[8]
- Abweichendes Arbeitsverhalten: freiwillig gezeigtes Verhalten, das in signifikanter Weise gegen Normen der Organisation verstößt und damit das Wohlergehen der Organisation, ihrer Mitglieder oder beider Seiten bedroht.[9]
- Vergeltendes Verhalten in Organisationen: Reaktionen unzufriedener Mitarbeitenden auf wahrgenommene Ungerechtigkeit – dazu zählen verdeckte Racheakte (z. B. die Verweigerung freiwilliger Mehrarbeit), psychologisches Rückzugsverhalten und schwache Formen des Widerstandes.[10]
- Fehlverhalten in Organisationen: Absichtlich herbeigeführte Handlungen von Mitgliedern einer Organisation, die zentrale Normen der Organisation und/oder der Gesellschaft verletzen.[11]
- Emotionaler Missbrauch: Verbales und nonverbales Verhalten, das immer wieder auftritt, von den Zielpersonen als unerwünscht erlebt wird, zwischenmenschliche Standards verletzt, andere schädigt und vom Handelnden absichtlich gezeigt wird, wobei er oder sie ihre Machtposition im Unternehmen missbraucht[12]
- Soziale Unterminierung: Auf andere Personen gerichtetes Verhalten, das 1. negative Affekte ausdrückt (Ärger, Antipathie), 2. die Zielperson negativ bewertet und/oder 3. die betroffene Person daran hindert, ihre Ziele zu erreichen.[13]
- Aggressionen am Arbeitsplatz: Jede Form des Verhaltens, das von einer oder mehreren Personen am Arbeitsplatz ausgeht mit dem Ziel, ein oder mehrere andere Personen am Arbeitsplatz oder die ganze Organisation zu schädigen.[14]
- Mobbing: Mitarbeitende werden von einem oder mehreren Kollegen oder Vorgesetzten regelmäßig und für längere Zeit systematisch terrorisiert[15]

### Kategorien kontraproduktiven Verhaltens
Kontraproduktives Verhalten kann sich in einem sehr breiten Feld an Verhaltensweisen zeigen und ist daher nicht einfach von anderen verwendeten Begriffen abzugrenzen. Gruys und Sackett haben vorliegende Literatur analysiert und insgesamt 87 verschiedene Formen von kontraproduktivem Verhalten nachgewiesen und folgenden in elf Kategorien zusammengefasst:
- Diebstahl und verwandtes Verhalten (u. a. Verschenken von Produkten oder Dienstleistungen des Unternehmens)
- Beschädigung oder Zerstörung von Firmeneigentum (Sabotage etc.)
- Missbrauch von Informationen (Fälschung von Akten, Verrat vertraulicher Informationen)
- Missbrauch von Arbeitszeit und Ressourcen (Manipulation der Anwesenheitsdauer, Abwicklung von Privatgeschäften in der Arbeit)
- Verhalten, das die Sicherheit vernachlässigt (fahrlässige Verstöße gegen Sicherheitsvorschriften)
- Absentismus (unentschuldigte Abwesenheit, Verspätungen etc.)
- Geringe Arbeitsqualität
- Alkoholmissbrauch
- Drogenvergehen (Besitz, Gebrauch oder Verkauf von Drogen)
- Unangemessenes verbales Verhalten
- Unangemessene physische Handlungen (Aggressionen, sexuelle Belästigungen)

## Auslöser und Bedingungen kontraproduktiven Verhaltens
Die Faktoren oder Variablen, die direkten Einfluss auf kontraproduktives Verhalten ausüben, herauszufinden, ist kein einfaches Unterfangen. Meist werden sehr spezifische kontraproduktive Verhaltensweisen untersucht und zum anderen ist die Validität aufgrund der schwierigen Natur der Verhaltensweisen eingeschränkt.
Nerdinger und Schaper berichten jedoch von drei relativ gesicherten Einflussgrößen:
- Erlebte Ungerechtigkeit und Frustration
- Persönlichkeitsmerkmale
- Selbstkontrolle

### Erlebte Ungerechtigkeit und Frustration
Ein Feldexperiment von Greenberg im Jahr 1990 zeigte, dass eine als ungerecht erlebte Gehaltskürzung zu einem besonders hohen Materialschwund führt.
Frustrationen sind Zustände, die auftreten, wenn Ziele von Mitarbeitenden behindert werden. In Folge kommt es zu starken Frustrationen, die sich in Rückzugsverhalten, wie Absentismus oder Wechsel des Arbeitsplatzes, bzw. in Aggressionen gegen die Organisation oder anderer Personen äußern (z. B. Diebstahl, Verrat von Unternehmensgeheimnissen etc.).
Negative Erlebnisse bei der Arbeit können bei den betroffenen Mitarbeitern negative Emotionen und Ungerechtigkeitsempfinden auslösen, was wiederum zu gesteigertem kontraproduktivem Arbeitsverhalten führt. Die stärksten negativen Reaktionen zeigen sich bei Erlebnissen, die sich auf die Interaktion mit Vorgesetzten beziehen. Vorgesetzte repräsentieren unmittelbar das Unternehmen, daher ist ihr Tun für die Mitarbeitenden besonders relevant. Empfehlungen für Führungskräfte, die kontraproduktives Verhalten eindämmen wollen, sollten positive emotionale Reaktionen bei ihren Mitarbeitenden auslösen. Zum Beispiel indem sie Unterstützung anbieten, Leistungen anerkennen und klare Ziele formulieren. Wichtig ist zudem, dass Vorgesetzte auf Gerechtigkeit bei der
Ressourcenverteilung und beim Ausdruck von Wertschätzung für ihre Mitarbeitenden achten.

### Persönlichkeitsmerkmale
Mitarbeitende, die sich durch höhere Integrität auszeichnen, reagieren seltener mit kontraproduktivem Verhalten auf frustrierende Situationen. Um nicht integre Bewerbende bereits vor der Einstellung zu identifizieren, gibt es sogenannte Integritätstests in zwei Varianten als einstellungs- bzw. eigenschaftsorientierte Instrumente.

#### Beispielitems für Einstellung- und Eigenschaftsorientierte Integritätstests

##### Einstellungsorientierte Tests
- Würde jedermann stehlen, wenn die Bedingungen günstig sind?[20]
- Haben Sie jemals daran gedacht, Geld von Ihrer Arbeitsstelle zu entwenden, ohne es dann tatsächlich zu tun?
- Glauben Sie, dass eine Person, die häufiger Waren aus ihrer Firma mitgenommen hat, eine zweite Chance bekommen sollte?

##### Eigenschaftsorientierte Tests
- Sie sind eher vernünftig als abenteuerlustig.[21]
- Sie neigen dazu, Entscheidungen auf der Grundlage Ihrer ersten, spontanen Reaktion auf eine Situation zu treffen.
- Es macht Ihnen wenig aus, wenn Ihre Freunde in Bedrängnis sind, solange es Sie nicht selbst betrifft.

### Selbstkontrolle
Gottfredson und Hirschi zeigten, dass sich kriminelles Verhalten am besten durch einen Mangel an Selbstkontrolle erklären lässt. Sie erklären normabweichendes Verhalten damit, dass Personen mit geringer Selbstkontrolle die negativen Konsequenzen krimineller Handlungen für sich selbst und andere nicht bedenken, weil diese Folgen zum einen ungewiss und erst mittel- bis langfristig eintreten, während kriminelles Verhalten zunächst unmittelbare Bedürfnisse befriedigt. Marcus und Schuler übertrugen diesen Ansatz auf die Situation am Arbeitsplatz und zeigten, dass Selbstkontrolle auch das stärkste Korrelat für kontraproduktives Verhalten ist.

## Vermeidung kontraproduktiven Verhaltens
Um kontraproduktives Verhalten zu vermeiden, unterscheidet Nerdinger Interventionen, die entweder an den Individuen oder am Umfeld ansetzen.

### Individuenbezogene Interventionen
Interventionen, die an den Personen ansetzen sind Maßnahmen der Selektion und Trainings.
Selektionsmaßnahmen, sollen idealerweise von vornherein verhindern, dass Personen, die zu kontraproduktivem Verhalten neigen, überhaupt eingestellt werden. Dies kann mit dem Einholen von möglichst vielen Hintergrundinformationen geschehen um Hinweise für Fehlverhalten zu analysieren. Situative Stressinterviews mit Fragen zu früher erlebter unfairer Behandlung können hilfreich sein, weil wahrgenommene Ungerechtigkeiten zur Motivation von aggressiven Verhalten beitragen. Auch der erwähnte Integritätstest ermöglicht eine Prognose von gewalttätigem und kontraproduktivem Verhalten. In diesem Sinne untersuchten Forscher der HWR Berlin, der UniBw Hamburg und der Akademie der Polizei Hamburg gemeinsam mit der Polizei Hamburg in einer breit angelegten Studie die Nützlichkeit verschiedener Personalauswahlinstrumente in der polizeilichen Personalauswahl zur Vorhersage von Formen kontraproduktiven Verhaltens und Radikalisierungstendenzen.
Diese Selektionsmaßnahmen dürfen jedoch nicht überschätzt werden und sollten durch Trainings ergänzt werden, um abweichendes Verhalten von Individuen zu kontrollieren. Empfehlenswert sind Trainings zur Verbesserung der sozialen Fähigkeiten im Umgang mit Aggressionen sowie Konflikt- und Stressmanagementtrainings.
Weitere Maßnahmen können an der Führung von Mitarbeitenden, die kontraproduktives Verhalten zeigen, ansetzen. Nachdem Aggressionen und Diebstahl häufig auf der Wahrnehmung von Ausbeutung oder von absichtlichen Provokationen zurückzuführen sind, ist es Aufgabe der Führungskräfte ihren Mitarbeitenden Respekt und Achtung entgegenzubringen und Gefühle einer ungerechten Behandlung zu verhindern. Einen weiteren Faktor zur Verringerung von abweichendem Verhalten trägt der Führungsstil der Vorgesetzten bei. Ein partizipativer Führungsstil erhält das Kontrollerleben der Mitarbeitenden und verringert zugleich aggressives Verhalten.

### Umfeldbezogene Interventionen
Zu Maßnahmen auf der Ebene der Organisation zählen z. B. Betriebsvereinbarungen, die festlegen, welche Sanktionen bei Verstößen, wie etwa gewalttätigem Verhalten, erfolgen.
Hotlines, die Mitarbeitende z. B. über die Verfahren der Gehaltsermittlung im Unternehmen informieren, tragen zur Erhöhung der Wahrnehmung der Bezahlungsgerechtigkeit in Betrieben bei.
Auch verschiedene Bedingungen in der Unternehmensstruktur und -politik können kontraproduktives Verhalten begünstigen. Strenge Zielvorgaben und hoher Druck zur Präsentation guter Ergebnisse (z. B. Umsatzzahlen), können ein positives Klima für bestimmte Formen des kontraproduktiven Verhaltens erzeugen.